# Aeroportul Baures
Aeroportul Baures (IATA: BVL, ICAO: SLBA) este un aeroport din Beni, Bolivia ce deservește zona Baures⁠(d).
Situat la o altitudine de 144 m, aeroportul dispune de o singură pistă.